# Ljubow Jakowlewna Gurewitsch

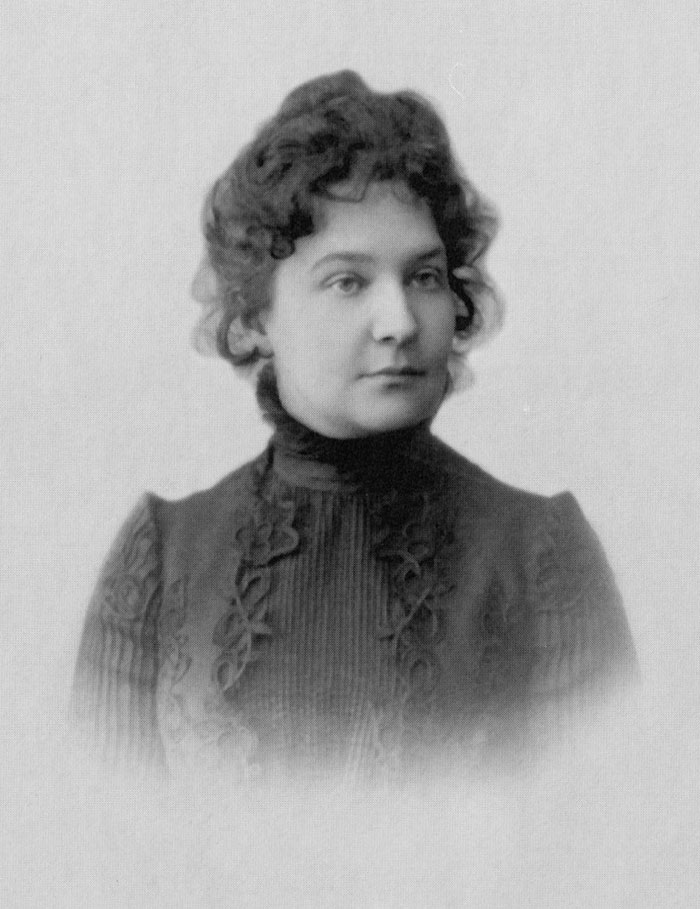
Ljubow Jakowlewna Gurewitsch

Ljubow Jakowlewna Gurewitsch (russisch Любовь Яковлевна Гуревич; * 20. Oktoberjul. / 1. November 1866greg. in St. Petersburg; † 17. Oktober 1940 in Moskau) war eine russische/sowjetische Schriftstellerin, Theater- und Literaturkritikerin, Übersetzerin, Publizistin und Frauenrechtlerin.

## Leben
Ljubow, Tochter des Privatschuldirektors Jakow Grigorjewitsch Gurewitsch und Cousine des Philosophen Iwan Alexandrowitsch Iljin, absolvierte in St. Petersburg das Mädchengymnasium der Fürstin A. A. Obolenskaja und studierte dann an den Höheren Bestuschew-Kursen für Frauen mit Abschluss 1888. Sie veröffentlichte Aufsätze über Marie Bashkirtseff in der Nachrichten- und Börsenzeitung (1887) und im Russkoje Bogatstwo (1888). Sie lernte die Schriftsteller N. M. Minski, D. S. Mereschkowski und A. L. Wolynski kennen.
1891 übernahm Ljubow die Zeitschrift für Literatur, Politik und Gesellschaft  Sewerny Westnik. Dort erschienen ihre Erzählungen (ab 1893) und ihr Roman Hochland (1896–1897). Auch schrieb sie Literaturkritiken unter dem Pseudonym L. Gorew. Sie bewegte N. S. Leskow, L. N. Tolstoi, Maxim Gorki, W. W. Stassow, Mereschkowski, Minski, Sinaida Hippius und später Fjodor Sologub und K. D. Balmont zu Beiträgen für ihre Zeitschrift, die ein Forum für die russischen Symbolisten wurde. 1898 musste Ljubow wegen finanzieller Probleme und verschärfter Zensurbedingungen die Zeitschrift schließen. Wegen ihrer Schulden arbeitete sie nun auch als Übersetzerin für verschiedene Zeitschriften.
Zu Beginn der 1900er Jahre setzte sich Ljubow für die Gleichstellung der Frau ein und wurde Aktivistin der Allrussischen Union für die Gleichstellung der Frau. Sie arbeitete in der 1905 gegründeten liberalen Union der Befreiung mit und in der Vereinigung der russischen St. Petersburger Fabrikarbeiter, die 1904–1906 bestand und eine führende Rolle in der Russischen Revolution 1905 spielte. Sie war Zeugin des Petersburger Blutsonntags und verfasste mit ihren Erfahrungen und Interviews einen Bericht, der illegal in Russland zusammen mit dem Text der Arbeiterpetition und dem Aufruf Georgi Gapons verbreitet wurde. Anschließend verfasste sie einen erweiterten detaillierteren Bericht.
Ljubow schrieb für viele Periodika. Nach der Oktoberrevolution arbeitete sie insbesondere als Theaterkritikerin in Petrograd und nach ihrem Umzug 1920 in Moskau. Sie wurde eine Freundin K. S. Stanislawskis, über den sie 1929 ein schmales Buch schrieb.